# 臺灣美術雙年展
臺灣美術雙年展（又稱臺雙展）Taiwan Biennial，是由國立臺灣美術館從2008年起於臺中市所舉辦的藝術類雙年展，迄今已邁入第六屆，以兩年為期間觀察並總結臺灣當代藝術生態環境及發展現況。策展方式從初期由館內策展人員自行規劃，一直到改為館內策展人與客座策展人的討論模式，皆為嘗試突破各式既有的策展方式以及靈活思考。
第一屆由藝術家王嘉驥以「家」為主題策展，於2008年12月18日開幕，以各式題材形式展現臺灣故鄉之美。
第五屆起之後引入雙策展人制度，該屆由客座策展人吳達坤、國美館研究員林曉瑜共同策展。

## 歷屆展覽資訊
| 屆數 | 年份 | 主題              | 舉辦日期                     |
| ---- | ---- | ----------------- | ---------------------------- |
| 一   | 2008 | 家                | 2008年12月18日-2009年2月8日  |
| 二   | 2010 | 台灣報到          | 2010年10月2日-2011年1月9日   |
| 三   | 2012 | 台灣報到          | 2012年10月6日-2013年1月6日   |
| 四   | 2014 | 台灣報到          | 2014年9月13日-2014年12月7日  |
| 五   | 2016 | 一座島嶼的可能性  | 2016年9月10日-2017年2月5日   |
| 六   | 2018 | 野根莖            | 2018年9月22日-2019年2月10日  |
| 七   | 2020 | 禽獸不如          | 2020年10月17日-2021年2月28日 |
| 八   | 2022 | 問世間 情不為何物 | 2022年11月5日-2023年3月5日   |

## 相關連結
- 臺北雙年展
- 關渡雙年展
- 大臺北當代藝術雙年展
- 亞洲藝術雙年展
- 基隆港口藝術雙年展
- 雙年展
- 臺灣當代一年展
- 台灣國際錄像藝術展